# Houston (Arkansas)
Houston es un pueblo ubicado en el condado de Perry en el estado estadounidense de Arkansas. En el Censo de 2010 tenía una población de 159 habitantes y una densidad poblacional de 60,72 personas por km².

## Geografía
Houston se encuentra ubicado en las coordenadas 35°2′6″N 92°41′41″O / 35.03500, -92.69472. Según la Oficina del Censo de los Estados Unidos, Houston tiene una superficie total de 2.62 km², de la cual 2.62 km² corresponden a tierra firme y (0%) 0 km² es agua.

## Demografía
Según el censo de 2010, había 159 personas residiendo en Houston. La densidad de población era de 60,72 hab./km². De los 159 habitantes, Houston estaba compuesto por el 94.97% blancos, el 0.63% eran afroamericanos, el 1.26% eran amerindios y el 3.14% pertenecían a dos o más razas.